# Dan Gillespie Sells
Dan Giles Gillespie Sells (Londra, 20 settembre 1978) è un cantante, musicista e compositore britannico, noto soprattutto per essere il chitarrista e solista del gruppo rock The Feeling.

## Biografia
Ha studiato alla BRIT School, dal 1995 canta e suona con The Feeling, con cui ha inciso cinque album e diciotto singoli.
Oltre all'attività con The Feeling, Sells ha co-scritto tre canzoni per l'album di Sophie Ellis-Bextor Trip the Light Fantastic nel 2007, mentre nel 2008 ha co-scritto e cantato con Ian Masterson la colonna sonora della serie della BBC Beautiful People. Nel 2014 ha collaborato con il coreografo Javier de Frutos, con cui ha realizzato il balletto 3 with D, debuttato al London Coliseum con Edward Watson.
Nel 2017 ha composto la colonna sono del musical Everybody's Talking About Jamie, debuttato a Sheffield e rimasto in cartellone all'Apollo Theatre di Londra per oltre due anni; il musical gli è valso una candidatura al Laurence Olivier Award alla migliore colonna sonora. Nel 2020 ha co-scritto la sceneggiatura dell'adattamento cinematografico di Jamie.
Sells è dichiaratamente gay.